# NGC 2184
NGC 2184 је група звезда у сазвежђу Орион која се налази на NGC листи објеката дубоког неба.
Деклинација објекта је - 3° 29' 0" а ректасцензија 6h 11m 0,0s. Привидна величина (магнитуда) објекта NGC 2184 износи 13,6. NGC 2184 је још познат и под ознакама ""mini Hyades"".